# Pseudomacroptila argentea
Pseudomacroptila argentea är en fjärilsart som beskrevs av Fleming 1951. Pseudomacroptila argentea ingår i släktet Pseudomacroptila och familjen björnspinnare. Inga underarter finns listade.